# زینتلو
زینتلو یکی از روستاهای استان آذربایجان شرقی است که در دهستان شیرامین بخش حومه شهرستان آذرشهر واقع شده‌است.این روستا ۳۰۶ نفر جمعیت دارد.